# Kay Werner Nielsen
Kay Werner Nielsen (Aarhus, 28 de mayo de 1921-Copenhague, 13 de marzo de 2014) fue un deportista danés que compitió en ciclismo en la modalidad de pista. Ganó tres medallas en el Campeonato Mundial de Ciclismo en Pista entre los años 1951 y 1956. Además, consiguió catorce victorias en las carreras de seis días.

## Medallero internacional
| Campeonato Mundial | Campeonato Mundial     | Campeonato Mundial | Campeonato Mundial         |
| Año                | Lugar                  | Medalla            | Competición                |
| ------------------ | ---------------------- | ------------------ | -------------------------- |
| 1951               | Milán (Italia)         | Medalla de bronce  | Persecución individual (P) |
| 1953               | Zúrich (Suiza)         | Medalla de plata   | Persecución individual (P) |
| 1956               | Copenhague (Dinamarca) | Medalla de bronce  | Persecución individual (P) |

## Palmarés
- 1948
  - Campeón de Dinamarca de persecución
- 1949
  - Campeón de Dinamarca de persecución
- 1950
  - Campeón de Dinamarca de persecución
- 1951
  - Campeón de Dinamarca de persecución 
  - 1.º en los Seis días de Copenhague (con Oscar Plattner)
- 1952
  - Campeón de Dinamarca de persecución 
  - 1.º en los Seis días de Copenhague (con Lucien Gillen)
- 1953
  - Campeón de Dinamarca de persecución
- 1954
  - Campeón de Dinamarca de persecución
- 1955
  - Campeón de Dinamarca de persecución 
  - 1.º en los Seis días de Copenhague (con Evan Klamer)
  - 1.º en los Seis días de Aarhus (con Evan Klamer)
- 1956
  - Campeón de Dinamarca de persecución 
  - 1.º en los Seis días de Zúrich (con Gerrit Schulte)
  - 1.º en los Seis días de Frankfurt (con Evan Klamer)
- 1957
  - Campeón de Dinamarca de persecución
- 1958
  - Campeón de Dinamarca de persecución 
  - 1.º en los Seis días de Aarhus (con Palle Lykke)
  - 1.º en los Seis días de Dortmund (con Palle Lykke)
- 1959
  - Campeón de Dinamarca de persecución 
  - 1.º en los Seis días de Copenhague (con Palle Lykke)
  - 1.º en los Seis días de Frankfurt (con Palle Lykke)
  - 1.º en los Seis días de Berlín (con Palle Lykke)
- 1960
  - Campeón de Dinamarca de persecución 
  - 1.º en los Seis días de Zúrich (con Palle Lykke)
  - 1.º en los Seis días de Frankfurt (con Palle Lykke)
- 1961
  - 1.º en los Seis días de Aarhus (con Palle Lykke)